# Zmarli w roku 1887
Lista osób zmarłych w 1887:

## styczeń 1887
- 14 stycznia – Piotr Donders, holenderski redemptorysta, misjonarz, błogosławiony katolicki[1]
- 22 stycznia – Fontes Pereira de Melo, portugalski polityk[2]
- 24 stycznia – Moritz Brosig, polski kompozytor muzyki organowej i sakralnej[3]

## marzec 1887
- 19 marca – Józef Ignacy Kraszewski, polski pisarz i historyk[4]

## kwiecień 1887
- 20 kwietnia – Klara Bosatta, włoska zakonnica, założycielka Córek Matki Bożej Opatrzności, błogosławiona katolicka[5]

## maj 1887
- 4 maja – Julian Konstanty Ordon, oficer powstania listopadowego, dowódca reduty na Woli, bohater Reduty Ordona Adama Mickiewicza[6]
- 6 maja – Maria Caterina Troiani, włoska zakonnica, błogosławiona katolicka[7]
- 14 maja – Hippolyte Bayard, francuski fotograf i pionier fotografii[8]
- 16 maja – Mikołaj Zyblikiewicz, polski polityk, adwokat, prezydent Krakowa[9]

## lipiec 1887
- 18 lipca – Agaton Giller, polski dziennikarz i pisarz, konspirator i działacz niepodległościowy, członek Komitetu Centralnego Narodowego i Rządu Narodowego w okresie powstania styczniowego[10]

## sierpień 1887
- 16 sierpnia – Webster Paulson, brytyjski inżynier i architekt znany ze swej pracy na Malcie[11]
- 20 sierpnia – Jules Laforgue, francuski poeta[12]

## październik 1887
- 11 października – Maria Soledad Torres Acosta, hiszpańska zakonnica, założycielka Zgromadzenia Służebnic Maryi, święta katolicka[13]

## listopad 1887
- 6 listopada – Eugène Pottier, francuski rewolucjonista socjalistyczny, poeta, autor Międzynarodówki[14]
- 19 listopada – Emma Lazarus, amerykańska poetka pochodzenia żydowskiego[15]
- 25 listopada – Johann Jakob Bachofen, szwajcarski prawnik, etnolog i badacz starożytności[16]

## grudzień 1887
- 10 grudnia – Henryk Janko, żołnierz powstania listopadowego, uczestnik Wiosny Ludów i powstania styczniowego, więzień stanu, poseł na Sejm Konstytucyjny i na Sejm Krajowy Galicji, właściciel ziemski[17]
- 19 grudnia – Jan Walery Jędrzejewicz, polski astronom i lekarz[18]